# Ipconfig

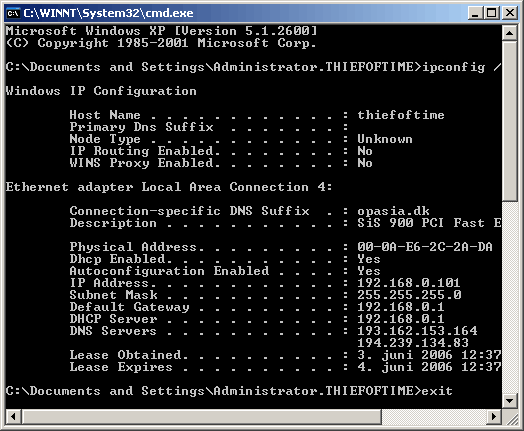
internet protocol configuration

آی‌پی‌کانفیگ (به انگلیسی: ipconfig،  مخفف internet protocol configuration به معنی تنظیمات پروتکل اینترنت) یک برنامه تحت کنسول در سیستم عامل ویندوز است که تنظیمات تی‌سی‌پی/آی‌پی رایانهٔ متصل به شبکه را نمایش می‌دهد.
این دستور سوییچ های متفاوتی دارد:
سویچ renew که درخواست جدیدی برای گرفتن IP به سرور DHCP ارسال می‌کند.
سویچ release که با ارسال بسته ای به سرور DHCP ، IP گرفته شده را آزاد میکند.
سویچ flushdns که برای پاک کردن کش DNS ویندوز استفاده می‌شود.